# 伯拉 (魯凱族)
伯拉（魯凱語：Belra/Lra），又稱吉勞吉勞（Gilagilau），是台灣魯凱族傳說中的巨陰人，擁有長而巨大的陰莖，並以其騷擾女性，因此受到反擊並傷及自己。

## 身世與外表
伯拉出生在巴留（Balriw）部落（達德勒的原部落）的瑪巴流（Mabalriw）家，他的姊姊是嫁給鬼湖蛇王艾里里安的巴冷公主。據說當時男性的生殖器都很長，但他擁有特別長的生殖器，伸長時有幾公里遠，因此他大多時間都待在家裡。

## 傳說
在伯拉長大時，部落裡的長者開始關心他的婚事，而他喜歡上吉露部落（Kinulane，位於屏東縣霧台鄉）的Kadravadhane家的公主，但因為部落長者看輕吉露部落、認為門當戶不對而拒絕。他不死心，在某一天將自己的陰莖從窗口伸進對方家裡，鑽進公主的雙腿間，察覺不對的公主立刻拿起旁邊工作用的小刀砍斷生殖器，伯拉痛到連忙縮回，陰莖不僅被不少荊棘和樹枝割傷，還渣滿了刺。
在這起事件後，男性的生殖器就變短成今天的樣子。